# Solenopsis celata
Solenopsis celata är en myrart som först beskrevs av Gennady M. Dlussky och Svyatoslav Igorevich Zabelin 1985.  Solenopsis celata ingår i släktet eldmyror, och familjen myror. Inga underarter finns listade i Catalogue of Life.